# Сааміт
Сааміт -
1) дуже рідкісний мінерал з класу "силікатів і германатів" з хімічним складом {\displaystyle {\ce {BaTiNbNa3Ti(Si2O7)2O2(OH)2(H2O)2}}} і, таким чином, за хімічним складом є гідратним силікатом барію-титану-ніобію-натрію з додатковими гідроксид-іонами. Структурно сааміт належить до групи силікатів (соросилікатів).
Сааміт кристалізується в триклінній кристалічній системі і утворює таблитчасті кристали товщиною від 2 до 10 мкм і діаметром до 180 мкм зі скляним блиском на поверхні. Прозорі кристали безбарвні або дуже світло-коричневого кольору. Колір риски - білий.
Типова місцевість - гора Кукісвумчорр в Чибінах на Кольському півострові. Назва походить від корінного народу саамів.
2) мінеральний різновид флуорапатиту, рідкісноземельний Ce-Sr апатит в натроліті. Хімічна формула: Са5[PO4]3(F, Cl, ОН). Містить 10-12 % SrO і до 3,5 % TR2O3. Сингонія гексагональна. Колір жовто-зелений. Знахідки: в натролітових жилах родов. Ловозеро, Кольський п-ів. За назвою народності саами з Кольського п-ова. (М.Волкова, Б.Мелентьєв, 1939). Син. — стронцієвий апатит, стронцій-апатит.